# 亞赫尼夫卡 (涅任區)
50°47′1″N 32°4′14″E / 50.78361°N 32.07056°E
亞赫尼夫卡（烏克蘭語：Яхнівка）是位於烏克蘭北部切爾尼希夫州裏尼任區的村莊，始建於1600年，面積1.71平方公里，海拔高度129米，2001年人口348，人口密度每平方公里203.8人。